# Knipan
Die Knipan ist eine Fähre der finnischen Reederei Ålandstrafiken. 

## Geschichte
Das Schiff wurde unter der Baunummer 368 auf der Werft Valmet Laivateollisuus in Turku für Ålands Landskapstyrelse gebaut. Die Kiellegung fand am 14. Februar 1985 statt. Die Fertigstellung des Schiffes erfolgte am 10. Oktober 1985.
Das Schiff wurde auf der Strecke zwischen Svinö und Degerby in Dienst gestellt. Ab September 2008 verkehrte die Fähre zwischen Långnäs und Överö. Mittlerweile dient die Fähre als Ersatzschiff und wird bei Bedarf auf der von Nordic Jetline Finland betriebenen Verbindung zwischen Långnäs, Överö, Sottunga, Kökar und Galtby eingesetzt.

## Technische Daten und Ausstattung
Das Schiff wird von einem Wärtsilä-Vasa-Dieselmotoren (Typ: 12V 22B) mit 1605 kW Leistung angetrieben.
Das Schiff verfügt über ein durchlaufendes Fahrzeugdeck. Dieses ist über eine Bug- und eine Heckrampe zugänglich. Auf der Backbordseite ist ein zusätzliches, höhenverstellbares Autodeck eingehängt. Das Fahrzeugdeck ist in der vorderen Hälfte des Schiffes von den Decksaufbauten überbaut. Aufenthaltsräume für die Passagiere sind im Rumpf unter dem Fahrzeugdeck und in den Decksaufbauten untergebracht. Die Brücke des Schiffs befindet sich im vorderen Bereich der Decksaufbauten. Sie ist über die gesamte Breite geschlossen. Der Rumpf des Schiffes ist eisverstärkt (Eisklasse 1A).
Das Schiff ist für die Küstenfahrt zugelassen. An Bord ist Platz für 22 Pkw und 157 Passagiere.